# Тукуруи

Тукуруи на карте штата.

Тукуруи (порт. Tucuruí) — муниципалитет в Бразилии, входит в штат Пара. Составная часть мезорегиона Юго-восток штата Пара. Входит в экономико-статистический микрорегион Тукуруи. Население составляет 97 128 человек на 2010 год. Занимает площадь 2086,189 км². Плотность населения — 46,56 чел./км².
Праздник города — 31 декабря.

## История
Город основан в 1947 году.

## Спорт
В городе базируется футбольный клуб «Индепенденте».

## Демография
Согласно сведениям, собранным в ходе переписи 2010 г. Национальным институтом географии и статистики (IBGE), население муниципалитета составляет:
| Полное население                               | Полное население                               | Полное население                               | Полное население                               | 97 128 |
| ---------------------------------------------- | ---------------------------------------------- | ---------------------------------------------- | ---------------------------------------------- | ------ |
| в том числе:                                   | Городское население                            | 92 442                                         | Процент городского населения, %                | 95,18  |
|                                                | Сельское население                             | 4686                                           | Процент сельского населения, %                 | 4,82   |
|                                                | Мужское население                              | 48 402                                         | Процент мужского населения, %                  | 49,83  |
|                                                | Женское население                              | 48 726                                         | Процент женского населения, %                  | 50,17  |
| Плотность населения, чел/км²                   | Плотность населения, чел/км²                   | Плотность населения, чел/км²                   | Плотность населения, чел/км²                   | 46,56  |
| Население муниципалитета в % к населению штата | Население муниципалитета в % к населению штата | Население муниципалитета в % к населению штата | Население муниципалитета в % к населению штата | 1,28   |

По данным оценки 2015 года, население муниципалитета составляет 107 189 жителей.

## Статистика
- Валовой внутренний продукт на 2003 год составляет 1 573 462 513,00 реалов (данные: Бразильский институт географии и статистики).
- Валовой внутренний продукт на душу населения на 2003 год составляет 19 360,69 реалов (данные: Бразильский институт географии и статистики).
- Индекс развития человеческого потенциала на 2000 год составляет 0,755 (данные: Программа развития ООН).

## Важнейшие населенные пункты
| № | Населённый пункт | Населённый пункт (порт.) | Категория | Население чел. (2010) | На карте                       |
| - | ---------------- | ------------------------ | --------- | --------------------- | ------------------------------ |
| 1 | Тукуруи          | Tucuruí                  | город     | 92 442                | 3°46′11″ ю. ш. 49°40′20″ з. д. |